# Robert Byron
Pour les articles homonymes, voir Robert Byron (13e baron Byron) et Byron.
Robert Byron, né à Wembley (Londres) le 26 février 1905 et mort le 24 février 1941, est un écrivain britannique, auteur principalement de récits de voyage.
Généralement considéré comme un esthète, qui participe activement aux fêtes des Bright Young Things, il est particulièrement intéressé par l'architecture, et l'art en général, des pays traversés. Ses récits sont alertes et ne manquent pas d'humour.
Il disparaît en mer le 24 février 1941, lors du torpillage de son bateau, le SS Jonathan Holt au nord de l'Écosse par le sous-marin allemand U-97.

## Biographie
Robert Byron est le fils d'Eric Byron, ingénieur civil, et de son épouse née Margaret Robinson, fils unique avec deux sœurs. Il étudie au Eton College puis au Merton College d'Oxford dont il sort diplômé d'histoire moderne en 1925,. À Oxford, il fait partie du Hypocrites' Club.
Byron traverse l'Europe en automobile en 1925 pour rejoindre la Grèce, avec Alfred Duggan et Gavin Henderson. Cela fait l'objet de son premier livre, puis d'un deuxième qui est commandé pour  Duckworth par Thomas Balston, pour décrire le Mont Athos qu'il découvre avec Mark Ogilvie-Grant et David Talbot Rice. Plus tard, il visite les Indes, l'Union soviétique, et le Tibet.
C'est en Perse et en Afghanistan que Byron trouve le sujet correspondant à son style d'écrivain voyageur. Il complète le récit de son livre The Road to Oxiana à Pékin, où il se fixe pendant un temps. Il fait preuve d'innovation, ce qui le différencie de son rival en récits de voyages Peter Fleming et d'autres, en se détournant d'une narration conventionnelle en continu.
Les récits de Byron font la part belle à l'architecture. Il se fait l'avocat de la préservation des édifices historiques et il est membre fondateur du Georgian Group. Étant philhellène, c'est l'un des premiers dans le monde anglophone à renouveler l'intérêt pour l'Empire byzantin. Byron est considéré comme « l'un des premiers philhellènes du XXe siècle et le plus brillant dans ce domaine ». Ses photographies de l'architecture iranienne, prises lorsqu'il était en train d'écrire The Road to Oxiana (La Route d'Oxiane) entre 1933 et 1934 sont conservées à la bibliothèque Conway d'art et d'architecture du Courtauld Institute,.

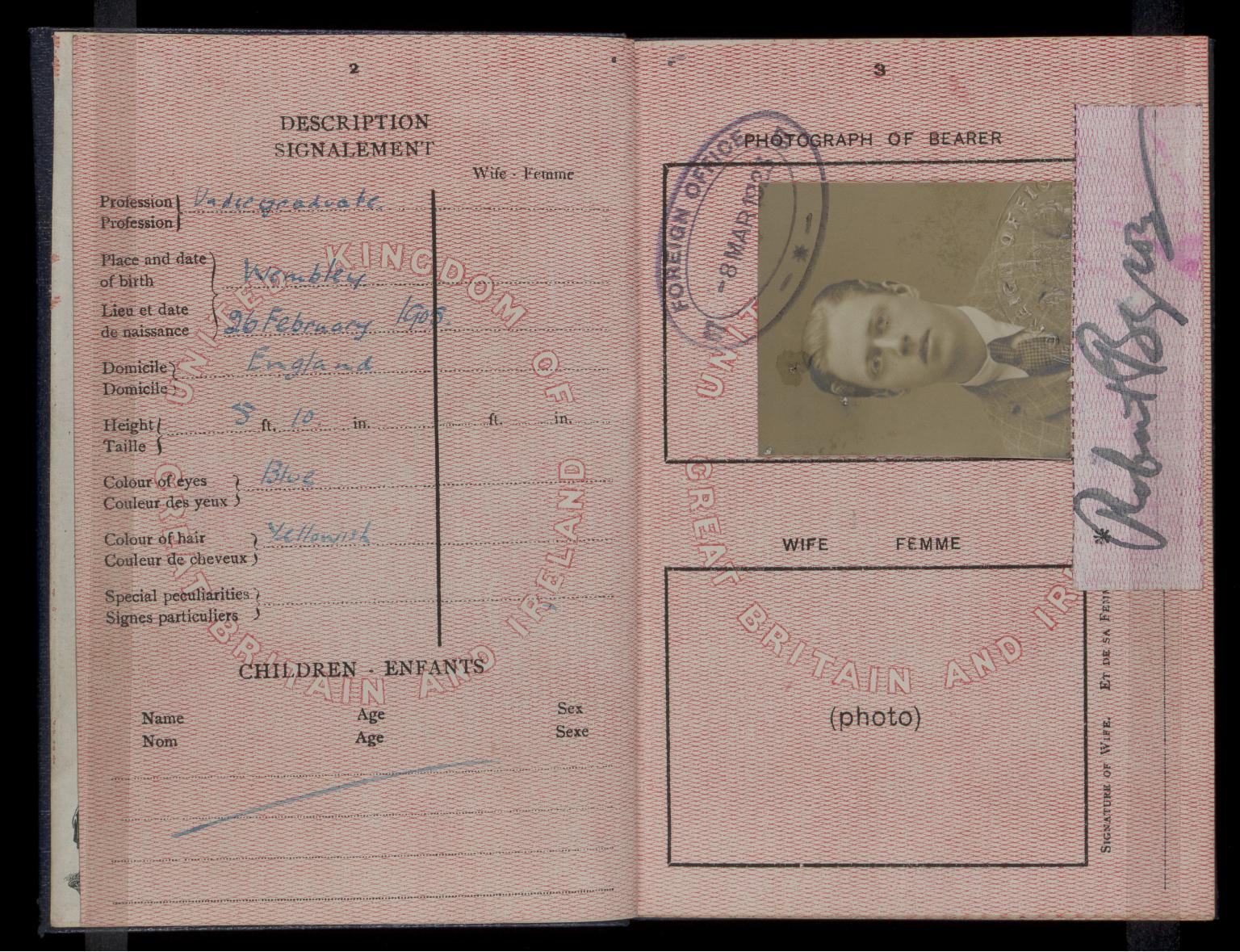
Passeport de Robert Byron datant de 1923.

Il assiste au congrès de Nuremberg, en 1938, avec son amie Unity Mitford. Byron la connaissait par sa sœur Nancy Mitford, dont il était proche ; mais à l'issue de ce voyage il s'opposera définitivement à l'idéologie païenne nationale-socialiste. Nancy Mitford nourrissait l'espoir à un certain moment qu'il lui demanderait sa main, mais fut choquée lorsqu'elle découvrit les penchants homosexuels de Byron, et se désola de la sorte : « Cette maudite pédérastie falsifie tous les sentiments et pourtant on est censé la respecter. ». D'après Paul Fussell dans son introduction à l'édition de poche d' Oxford de The Road to Oxiana (1982), Byron était fermement opposé à Hitler, « critiqu[ant] dans les termes les plus violents la nazification de l'Europe et attaquant ceux qui en Angleterre imaginaient qu'une sorte de compromis pouvait être possible avec cette vague de méchanceté tout à fait nouvelle. ».

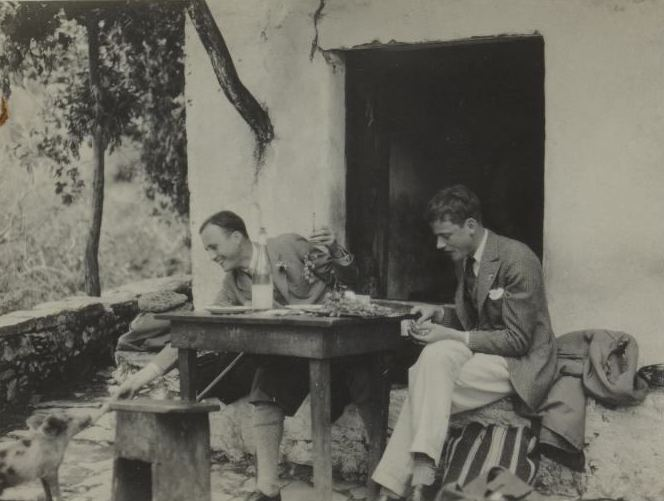
Robert Byron et Desmond Parsons en Chine.

Byron éprouva une amitié passionnée pour Desmond Parsons, mais elle ne fut pas réciproque. Celui-ci était le frère du 6e comte de Rosse et était considéré comme l'un des jeunes gens parmi les plus fascinants de sa génération. Ils habitèrent ensemble à Pékin en 1935, où Parsons commença à développer la maladie de Hodgkin, dont il finit par mourir en 1937 à Zurich, à seulement 26 ans. Byron en fut dévasté.

## Mort et legs
Byron mourut âgé de 35 ans en 1941 : son navire, le SS Jonathan Holt, qui se dirigeait vers l'Afrique de l'Ouest fut torpillé. Byron devait débarquer en Égypte et prendre un autre bateau pour Le Cap. Le SS Jonathan Holt fut attaqué par un sous-marin allemand, le U-97, dans l'Atlantique Nord au large de Cape Wrath. Son corps disparut en mer.
Connaissance de jeunesse, Evelyn Waugh remarque le bon jugement de Byron. En 1929, il écrit à Henry Green : « J'ai entendu dire que Robert nous avait tous battus en allant aux Indes en aéroplane, ce qui est le genre de succès que j'appelle tangible. » Mais dans une lettre de 1948 à Harold Acton, Waugh dit de Byron : « Ce n'est sans doute pas le moment de dire cela, mais dans les dernières années de sa vie je n'ai vraiment pas aimé du tout Robert et je pense que c'était un fou dangereux et qu'il vaut mieux mort. ». En fait, Evelyn Waugh, qui était passionnément anticommuniste, craignait que Robert Byron ne fût devenu pro soviétique dans les années 1930, sympathie que Christopher Sykes, biographe de Byron et de Waugh, n'a jamais pu attester de la part de Byron.
Le prince Charles a fait la lecture de All These I Learnt de Byron sur les ondes de la BBC Radio 4 le jour national de la poésie (National Poetry Day), le 5 octobre 2006.
En février 2012, la Radio 4 de la BBC diffuse en feuilletons son livre Europe in the Looking Glass dans l'émission Book of the Week. On y détaille des passages sur l'Allemagne et son témoignage de visu de la guerre gréco-turque de 1922 avec les massacres des Grecs et leur exode après le grand incendie de Smyrne par les Turcs.

## Œuvres

### Traductions françaises
- De la Russie au Tibet, trad. fr. Michel Pétris, Paris, 10/18, 1993 (titre original : First Russia, then Tibet, 1933) ; rééd. Les Belles Lettres, Paris, 336 p., 2022  (ISBN 9782251453651)
- Route d'Oxiane, trad. fr. Michel Pétris, préf. Bruce Chatwin, Payot, 417 p., 2002  (ISBN 978-2228895392) ; rééd. 2017 (titre original : The Road to Oxiana, 1937)

### Œuvres
- Europe in the Looking-Glass. Reflections of a Motor Drive from Grimsby to Athens (1926)
- The Station (1928) – visite des monastères du Mont Athos avec Mark Ogilvie-Grant et David Talbot Rice
- The Byzantine Achievement (1929)
- Birth of Western Painting. A History of colour, form, and iconography. G. Routledge, 1930.
- An Essay on India (1931)
- The Appreciation of Architecture (1932)
- First Russia, Then Tibet (1933)
- The Road to Oxiana (1937) – visite de la Perse et de l'Afghanistan
- Imperial Pilgrimage (1937) – petit guide de Londres, coll. London in your pocket series, Londres, London Passenger Transport Board, (1937)
- Letters Home éditées par Lucy Butler (sa sœur). Londres, John Murray, (1991).  (ISBN 0-7195-4921-3)

## Pour approfondir